# Frakcija Crvene armije
Frakcija Crvene armije (njem. Rote Armee Fraktion; RAF) također poznata i kao skupina (ili banda) Baader-Meinhof, bila je jedna od najutjecajnijih ljevičarskih, zapadnonjemačkih militantnih terorističkih organizacija. Djelovali su kao "urbana gerila" od 1970. godine do 1993. godine (službeno 1998.)

## Nastanak
Sve je započelo na studentskim prosvjedima kasnih 1960-ih kada je tijekom nereda smrtno ranjen prosvjednik kojega je ubila njemačka policija. Za vrijeme kasnijih demonstracija protiv rata u Vijetnamu njemačka je policija također bila vrlo brutalna, predvodnik prosvjeda je ubijen i sve je kulminiralo podmetanjem požara u nekoliko policijskih postaja od strane skupine: Andreas Baader, Gudrun Ensslin, Thorwald Proll i Horst Söhnlein, koji su ubrzo uhićeni.  
Šezdesetih godina u Njemačkoj dolazi do ekstremne reakcije na nacističku prošlost. Mladi Nijemci su se pitali zašto je generacija njihovih roditelja sudjelovala u užasima nacizma. Kada su shvatili da su mnogi bivši nacisti i dalje dio sistema i policije koja napada njihove prosvjede, ponekad i smrtonosnom silom, mnogi su izgubili svaku vjeru u demokratski potencijal političkog poretka i okrenuli se oružanoj borbi da ga zbace.  
Godine 1968. Andreas Baader i njegova djevojka Gudrun Ensslin podmetnuli su požar u kojem je do temelja izgorjela robna kuća u Frankfurtu. Na zidu obližnje zgrade ostaviše grafit: "Bolje spaljivati robne kuće nego kupovati u njima". Baader je brzo pronađen i uhićen. U zatvoru ostaje do 14. svibnja 1970. godine kada bježi uz pomoć poznate novinarke Ulrike Meinhof koja je došla u zatvor pod izgovorom intervjua s Baaderom za pisanje knjige o mladima na rubu društva. Oslobađanje Baadera 14. svibnja računa se kao njihova prva akcija i početak RAF-a.
Novinarka Ulrike Meinhof je u to vrijeme pozitivno pisala o studentskim prosvjedima istovremeno kritizirajući ponašanje policije, šireći bunt. Jednom je rekla: "Ako zapalite jedan automobil to je krivično djelo, a ako zapalite na stotine automobila to je politički aktivizam". Ili: "Policajci su svinje. Zapravo, oni su gori od svinja. Ubijanje policajaca je neophodno u cilju oslobođenja. Čovjek postaje drukčiji kada navuče uniformu. Čim je u uniformi, čovjek postaje opravdana meta revolucionara." Ulrike Meinhof postala je jedna od vodećih osoba ovog pokreta, napustivši ugodni javni život prelaskom u ilegalu i oružanu borbu. RAF se u svom djelovanju u mnogim točkama pridržavao "Malog priručnika za urbanu gerilu" Carlosa Marighelle (latinsko američki revolucionar ubijen 1969. godne od brazilske policije) koji je objavljen u Berlinu samo tjedan dana nakon Baaderova bijega iz zatvora 1970. godine. Međutim, Marighelline teorijske postavke kako treba napasti državu i onda joj dopustiti da odgovori u svojoj fašističkoj maniri u kojoj će narod reagirati, pobuniti se i uzeti vlast, a "urbana gerila" samo zametnuti iskru prave revolucije, za Njemačku su bile krive, te su u Njemačkoj takve akcije RAF-a plašile građanstvo i nisu postigle takav stupanj razumijevanja. 

## Djelovanje
Do kraja 1970. godine RAF je opljačkao tri banke u Berlinu. Ukradenim novcem su preko istočnog Berlina stigli do Jordanske pustinje gdje polaze vojnu obuku u kampu Al Fataha. Kupuju oružje za daljnje akcije i počinje njihova dugoročna suradnja s palestinskim militantima. 
Tijekom 1971. godine pljačkaju banke diljem Njemačke, tj. vrše "eksproprijaciju kapitala", kako to oni nazivaju. Ulrike Meinhof piše njihov službeni manifest na kojem se prvi put pojavljuje njihov logotip: crvena petokraka, preko nje Heckler & Koch MP5 i natpis RAF. 
Tadašnje novinske ankete pokazuju da svaki peti Nijemac mlađi od trideset godina osjeća simpatije prema RAF-u. "Podvizi" RAF-a inspiriraju pojavljivanje drugih oružanih formacija: Pokret 2. lipnja (njem. Bewegung 2. Juni) i Revolucionarne ćelije (Revolutionäre Zellen) počinju s napadima na banke, policiju, robne kuće, klubove. Tadašnji ministar unutarnjih poslova Hans-Dietrich Genscher formira specijalne postrojbe policije koje se bave isključivo ovom pojavom.

## Uhićenja
Sredinom 1972. godine specijalna policija saznaje za potencijalno skrovište RAF-a u Frankfurtu. Upadaju u prostoriju, ne nalaze ljude, ali nalaze ogromne količine eksploziva. Policija je ispraznila kutije eksploziva i potajice ozvučila cijeli prostor. Prvog lipnja, uz otpor i pucnjavu iz skrovišta Andreas Baader i Holger Meins bivaju uhićeni. Sutradan je uhićena i Gudrun Ensslin u Hamburgu, a dva tjedna kasnije uhićena je i Ulrike Meinhof. Bio je to kraj djelovanja tzv. prve generacije RAF-a. 

## Druga generacija
Od slobodnih članova i novih simpatizera ustanovljena je druga generacija koja je izvela mnoge terorističke akcije (napad na veleposlanstvo u Stockholmu, otmice zrakoplova, napadi na pravosudne ustanove) uglavnom u cilju oslobađanja članova prve generacije iz zatvora. A postojale su i treća, četvrta pa i peta generacija RAF-ovaca. 
Pripadnici RAF-a tvrdili su da ih se posebno tretiralo i izoliralo u zatvoru, te su svoje nezadovoljstvo uvjetima izražavali štrajkovima glađu. Ulrike Meinhof je 8. svibnja 1976. počinila samoubojstvo u Stuttgartskom zatvoru. 
Glasnogovornik Dresdner Banke AG, Jürgen Ponto je 30. srpnja 1977. godine ubijen na vratima kuće u pokušaju otmice.
Menadžer i predsjednik udruge poslodavaca Hanns Martin Schleyer otet je 5. rujna 1977. u Kölnu. Otmičari su tražili od vlade oslobađanje svih 11 pripadnika organizacije. U Bonnu je organiziran krizni štab s kancelarom Helmutom Schmidtom na čelu. Njegov plan je bio odugovlačenje dok se ne sazna položaj taoca. Mjesec se dana nije ništa događalo, no tada je otet Lufthansin zrakoplov 13. listopada 1977. godine, na letu prema Frankfurtu od strane četvorice muslimanskih otmičara, koji su postavili iste zahtjeve kao RAF, i uz to oslobađanje dvojice istomišljenika iz turskog zatvora, te 15 milijuna dolara. Zrakoplov je preusmjeren u Italiju, a zatim i prema Cipru, Bahreinu i Dubaiju, da bi na kraju sletio u Mogadišu. Tamo su otmičari ubili pilota, a nakon toga su rizičnom akcijom njemačke tajne službe ubijena tri otmičara, ali nitko od talaca nije povrijeđen. 
Pola sata kasnije pošto je na radiju objavljena vijest o neuspjehu otmice zrakoplova u svojim su samicama pronađeni mrtvi Baader i Ensslin, počinivši samoubojstvo. Sljedeći dan, 18. listopada, RAF je objavio informaciju o egzekuciji Schleyera.

## Raspuštanje
RAF je nastavio s djelovanjem i kasnije, ali zbog sloma komunizma njihov je utjecaj postao minoran. Njihova posljednja velika akcija bila je podmetanje 200 kg eksploziva i rušenje zidova ženskog zatvora u Weiterstadtu 1993. godine. Potpuno su se razišli tek 1998. godine, kada je 20. travnja Reutersu u Kölnu poslano i službeno priopćenje o raspuštanju.

## Vanjske poveznice
- Vjesnik
- RAF  Arhivirana inačica izvorne stranice od 9. lipnja 2008. (Wayback Machine)
- "Treća generacija RAF"